# Nicholas Gage
Nicholas Gage (eigentlich griechisch Νικόλαος Γκατζογιάννης Nikolaos „Nikos“ Gatzoyiannis, * 23. Juli 1939 in Lia in der nordwestgriechischen Region Epirus) ist ein griechisch-amerikanischer Buchautor und Enthüllungsjournalist.

## Leben und Karriere
Gage wuchs in dem kleinen Bergdorf Lia in der nordwestgriechischen Region Epirus auf, emigrierte 1949 mit seinen Geschwistern in die Vereinigten Staaten und studierte in Boston und New York City. Bekannt wurde er zuerst als Enthüllungsjournalist für das Wall Street Journal und die New York Times, er stieg bis zum Chefreporter und Auslandskorrespondenten der New York Times auf. Seine Berichterstattung über die amerikanische Mafia fasste er in den Bestsellern The Mafia Is Not An Equal Opportunity Employer (1971) und Mafia, U.S.A. (1972) zusammen. Gage war auch an der Enthüllung der korrupten Vergangenheit des Vize-Präsidenten Spiro Agnew beteiligt, die zu Agnews Rücktritt führte. Während der Watergate-Affäre war Gage der erste Reporter, der etwas von den Nixon-Bändern hörte. Seine Erfahrungen als Journalist bildeten die Grundlage für die Fernsehshow The Andros Targets.
International bekannt wurde Gage durch den Roman The Bourlotas fortune (1975, deutsch „Die Goldene Flotte“) und v. a. durch zwei autobiografische Bücher, die Bestseller Eleni (1983) und A Place for Us (1989, deutsch „Elenis Kinder“).
Eleni schildert das Leben seiner Familie in dem kleinen Bergdorf Lia während des Zweiten Weltkriegs und des griechischen Bürgerkriegs. Gages Mutter Eleni wurde von den Partisanen hingerichtet, weil sie die Flucht ihrer Kinder aus dem von den kommunistischen Partisanen besetzten Dorf arrangiert hatte. Dreißig Jahre später recherchierte Gage die Vorgeschichte und Umstände ihres Todes sowie die dafür Verantwortlichen. Das Buch wurde in 32 Sprachen übersetzt, erhielt einen ersten Preis von der britischen Royal Society of Literature und wurde vom amerikanischen National Book Critic’s Circle in der Kategorie „Beste Biografie“ nominiert. Eleni wurde 1985 erfolgreich verfilmt, die Rolle von Nicholas Gage übernahm dabei John Malkovich. Ronald Reagan erklärte 1987, dieser Film sei für ihn eine Inspiration zu seinen Gipfeltreffen zur Beendigung des amerikanisch-sowjetischen Wettrüstens gewesen.
A Place for Us (deutscher Titel „Elenis Kinder“) schildert in Fortsetzung dazu die Erlebnisse von Gage und seinen Angehörigen in den 1950er-Jahren als Immigranten in Worcester. Gage verfasste auch den Text zu mehreren Bildbänden über Griechenland.
Sein neuestes Buch mit dem Titel Greek Fire (2000, deutsch „Griechisches Feuer“) behandelt die Beziehung zwischen dem griechischen Reeder Aristoteles Onassis und der Opernsängerin Maria Callas.
Gage ist Ehrenpräsident des Weltrates der Epiroten und Empfänger des International Center in New York’s Award of Excellence. Er hält Vorträge in aller Welt und schreibt u. a. für die New York Times und Vanity Fair. Gage war ein Executive Producer des Films Der Pate III und verfasste als Mit-Autor von Mario Puzo einen frühen Entwurf des Drehbuchs mit.